# Trittico di San Giovenale
Il Trittico di San Giovenale è un dipinto a tempera e oro su tavola (pannello centrale 108x65 cm, pannelli laterali 88x44 cm) di Masaccio, datato 23 aprile 1422 e conservato nel Museo Masaccio a Cascia di Reggello (Firenze). Si tratta della prima opera attribuita a Masaccio, nonché del più antico saggio conosciuto in pittura di uso della prospettiva geometrica rinascimentale.

## Storia
Nel gennaio del 1422 Masaccio si registrava all'Arte dei Medici e Speziali che accoglieva anche i pittori, accollandosi le cospicue tasse di iscrizione e di rinnovo periodiche. Ciò testimonia come il pittore doveva sentirsi sufficientemente coperto da entrate derivanti da commissioni. La data alla base del dipinto, a soli 4 mesi di distanza dalla sua iscrizione, fa presupporre che Masaccio abbia dipinto l'opera verosimilmente a Firenze. Qui dettagli stilistici dimostrano un suo contatto con la cerchia di artisti fiorentini più all'avanguardia, in particolare Filippo Brunelleschi e Donatello.
La pala fu dipinta per la piccola chiesa di campagna di San Giovenale, all'epoca sotto il patronato di Vanni Castellani, in un minuscolo borgo a 2 km circa da Reggello (provincia di Firenze) e a pochi chilometri da San Giovanni Valdarno, luogo di origine di Masaccio. 
A San Giovenale il trittico rimase per secoli, fino alla sua scoperta nel 1961. L'opera era in cattivo stato di conservazione e il primo ad occuparsene, intuendo l'autografia del grande maestro, padre della pittura rinascimentale, fu Luciano Berti. Con il restauro del dipinto venne alla luce una scritta sulla base con la data 23 aprile 1422, che confermò l'ipotesi attributiva: a quella data Masaccio era l'unico pittore nel panorama fiorentino che, oltre a rifiutare il decorativismo del gotico internazionale allora dominante, era in grado di conoscere e applicare la prospettiva centrale a unico punto di fuga, come si vede nel trono della Madonna. Tale procedimento era stato infatti ideato e redatto da Filippo Brunelleschi tra il 1416 e il 1420 circa. Se si esclude il rilievo del San Giorgio che libera la principessa di Donatello (1417 circa) questa è l'opera pittorica più antica dove appaia applicato tale principio, che divenne poi uno dei marchi di fabbrica più caratterizzanti del Rinascimento fiorentino.
L'opera venne restaurata e nel 1988 collocata nella pieve di San Pietro a Cascia di Reggello, più adatta ad accoglierla. Solo nel 2002 è stata spostata in un museo d'arte sacra appositamente creato, il Museo Masaccio, a 1 km circa di distanza dal luogo di destinazione originario.

## Descrizione

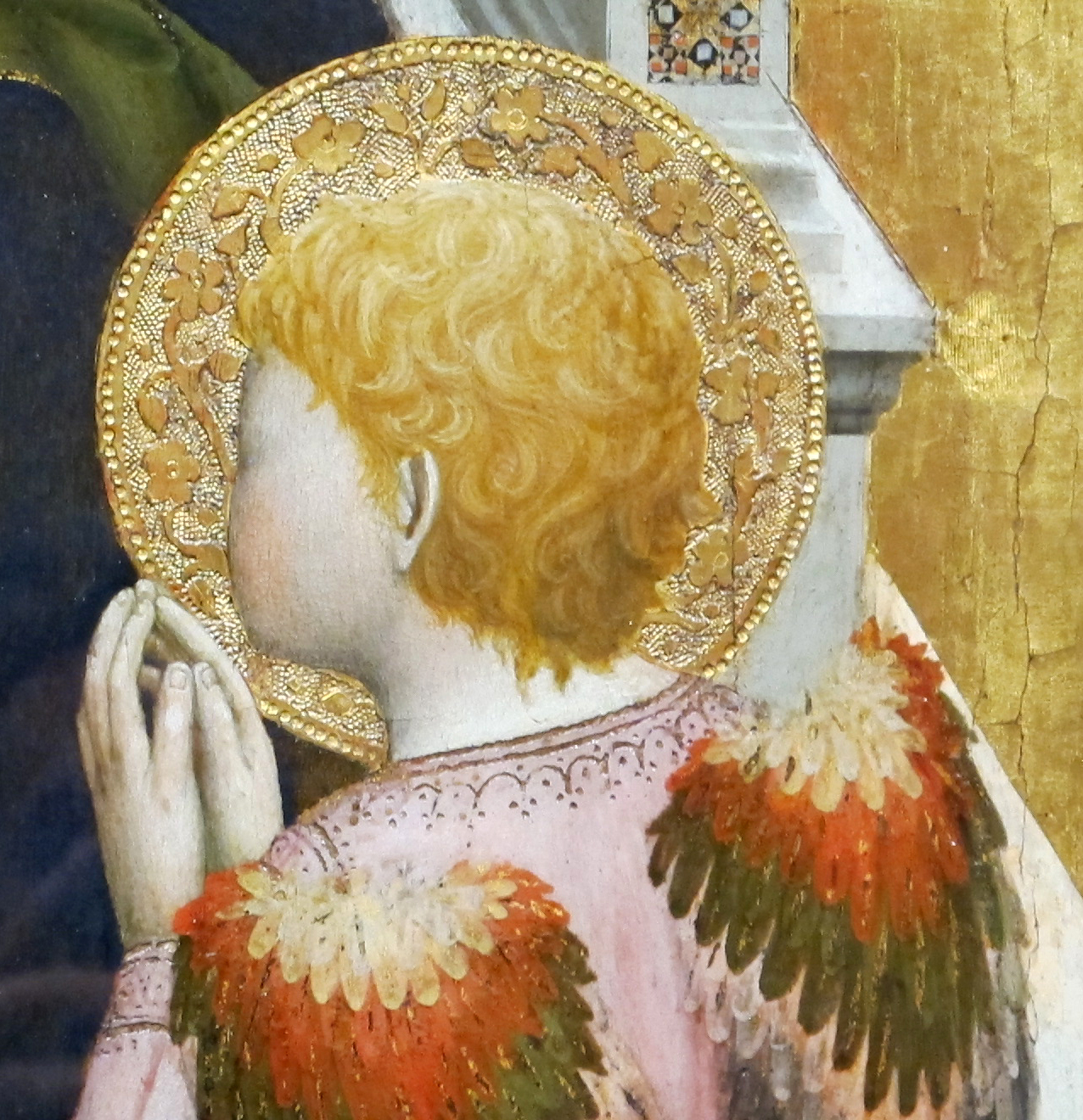
Angelo di destra

L'opera è composta da tre tavole. Quella centrale, di dimensioni maggiori, è decorata da una Maestà, cioè una Madonna col Bambino in trono, con due angeli inginocchiati ai suoi piedi. Già nella scelta del trono si rivela un rifiuto del gusto goticheggiante, presentando solide forme romaniche, con la sola decorazione di intarsi alla maniera dei Cosmati. Il Bambino tiene nella mano sinistra un grappolo d'uva (oggi quasi completamente scolorito), simbolo dell'eucaristia, che ha appena mangiato, come dimostrano i due ditini in bocca. Tutto lo spazio, anche nei pannelli laterali, è unificato secondo un unico punto di fuga centrale, che si trova dietro il volto della Vergine. Ad esso tendono le linee del voluminoso trono, ma anche quelle travi che formano il pavimento. Solo Brunelleschi poteva aver insegnato la tecnica della prospettiva in quegli anni, poiché all'epoca i suoi esperimenti pionieristici erano appena conclusi e ancora poco conosciuti.
La Madonna ha una forte presenza fisica, evidenziata dal mantello che cade con plasticismo, anziché perdersi nelle sinuose linee dell'ornato tardogotico.
Nelle tavole laterali si trovano due santi ciascuno: a sinistra Bartolomeo e Biagio, a destra Giovenale e Antonio Abate. La scelta di san Giovenale è naturalmente legata alla chiesa a cui il Trittico era destinato e ce lo presenta vestito nell'abito vescovile e con il libro aperto al Salmo 109. Accanto a lui si trova sant'Antonio Abate,  protettore delle campagne e spesso raffigurato nelle opere delle chiese di campagna. A sinistra san Bartolomeo, riconoscibile dal Vangelo di San Matteo, che secondo la sua leggenda portò con sé nella predicazione in India e il coltello con cui fu scorticato e martirizzato e San Biagio martire, con l'abito vescovile, il pastorale e lo strumento dei cardatori con cui fu martirizzato. Sono state fatte diverse ipotesi sui motivi che determinarono la scelta dei due santi del comparto di sinistra, le più recenti tendono a collegarli ai nomi ricorrenti delle famiglie dei più importanti possidenti della zona, i Carnesecchi e i Castellani.
Grazie a recenti e approfondite analisi è stata confermata definitivamente l'autografia di Masaccio, derivante dal confronto della scrittura dell'artista visibile nel libro tenuto aperto da S. Giovenale con quella della sua denuncia dei redditi al catasto di Firenze del 1427, compilata di propria mano da Masaccio.

## Stile

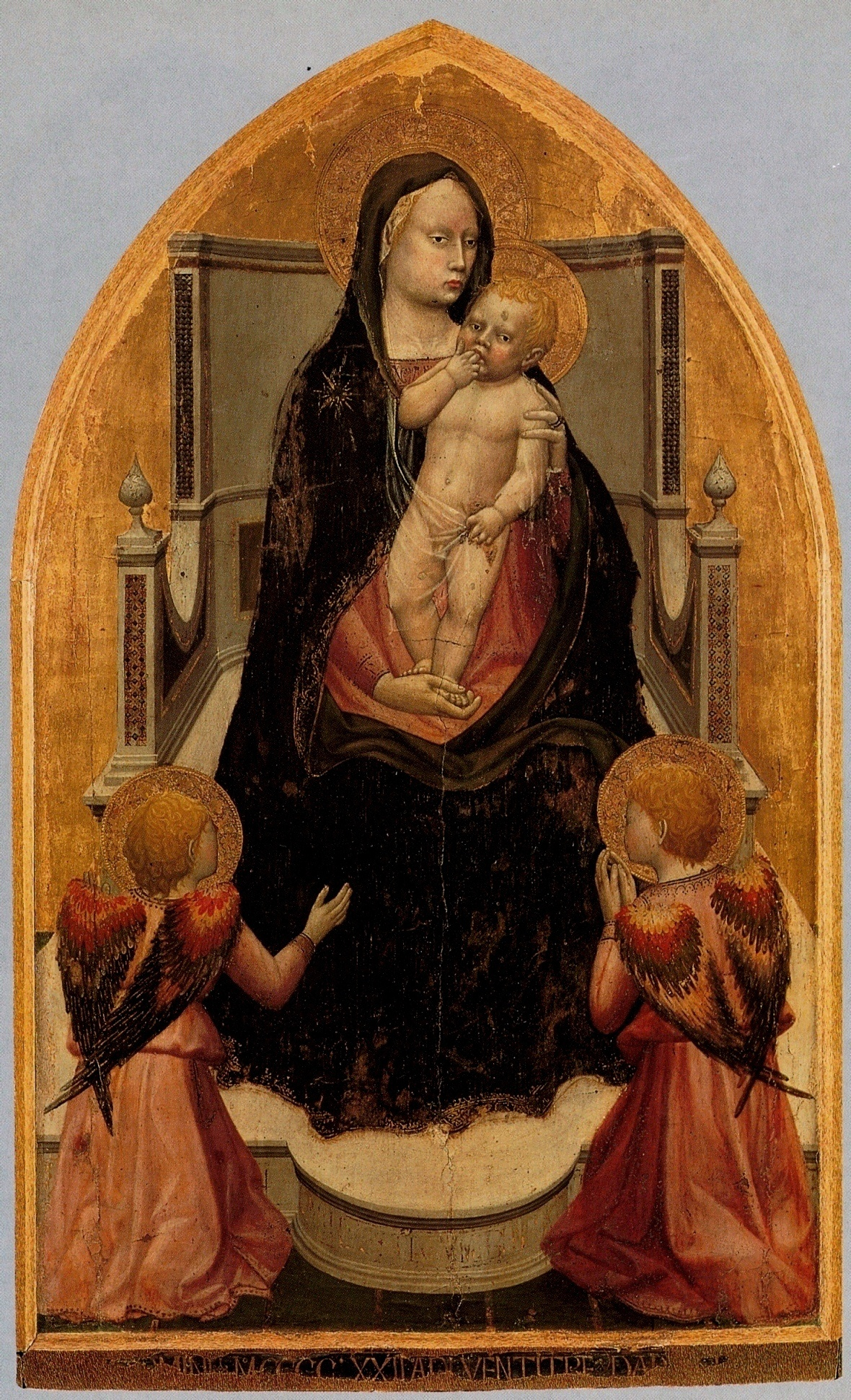
Scomparto centrale

A una prima vista l'opera non appare particolarmente innovativa, infatti non venne notata per secoli. Lo stile di base richiama le opere di Giovanni del Biondo e Niccolò di Pietro Gerini, che cercavano di attenuare le stilizzazioni gotiche del tardo Trecento cercando di rinnovare l'ispirazione nei modelli giotteschi originari. Le figure dei santi, affabili e prive di una salda collocazione al suolo, ricordano quella corrente della pittura fiorentina dell'epoca.
Più originale è il pannello centrale, dove l'autore sembra procedere a una riscoperta autonoma di Giotto, all'insegna della nitidezza spaziale e della forza plastica, con l'innesto però di alcune delle tendenze artistiche più all'avanguardia dell'epoca. La Madonna, introspettiva e pensosa, e il Bambino, immobile e scultoreo, dimostrano il disinteresse dell'artista verso gli stilemi del gotico internazionale. Negli angeli inginocchiati in adorazione si può leggere lo sforzo di superare le pose convenzionali del passato, con i volti fortemente scorciati e girati contro lo spettatore, rinunciando alla graziosità tradizionale di questi soggetti. Alcuni difetti estetici sembrano nascere proprio dallo sforzo di conferire solidità alle figure ad ogni costo, come il Bambino che pare una statua marmorea che ha preso vita tra le braccia della madre. Si può cogliere in questo sforzo l'influenza di Donatello, come farebbe pensare anche il dettaglio dei ditini in bocca, preso dalla vita quotidiana alla quale attingeva anche il grande scultore.
Il volto della Vergine nasconde il punto di fuga dell'intera composizione spaziale, dirigendo lo sguardo dello spettatore verso il fulcro della scena.